# ジョージ・ムラーツ
ジョージ・ムラーツ（George Mraz、本名：Jiří Mráz、1944年9月9日 - 2021年9月16日）は、チェコ人ジャズ・ベーシスト。現在活躍するジャズ・ベーシストの中でもすぐれた技巧を誇り、特にクラシック音楽を学んだ音感の良さと、アルコ弾き（弓弾き）の技術は非常に高く評価されている。

## 略歴
現チェコ共和国、ボヘミア地方南部のピーセクに生れる。一時期サクソフォーンも学んだがプラハ音楽院にてクラシックとベースを学ぶ。在学中よりチェコの一流ジャズ・グループであるチェコスロバキア・オールスター・バンドで活躍。卒業後の1966年西ドイツミュンヘンへ移住し、ジャズ・ミュージシャンとして活躍。その時期にアメリカのミュージシャンと共演し、若きジャズ・ベーシストの名はアメリカのミュージシャンの間で話題になる。1968年、バークレー音楽院特待生として渡米。ニューヨークで活躍し、才能を見込まれて、25歳でオスカー・ピーターソン・トリオのレギュラー・メンバーとなる。その後もエラ・フィッツジェラルド等と共演。当時、あまりにも忙しく泣く泣くビル・エヴァンス・トリオへの誘いを断ったというエピソードがある。その後も数々のミュージシャンと共演し、1978年からはトミー・フラナガンのレギュラー・ベーシストとして活躍。フラナガンとは「Eclypso」「Thelonica」「Ballads&Blue」などの作品を残している。1992年、フラナガンの元を離れてからもフリーのベーシストとして活動。親日家で1970年代より頻繁に訪日し、訪日回数は50回を超える。
母国では英雄的存在とされ、2004年の60歳の誕生日はヴァーツラフ・クラウス大統領主催でプラハ城にて記念コンサートが開催され、その模様を収めたCDが発売、また、2009年の65歳の誕生日には共和国大統領栄誉賞として勲章を授与されている。
2021年9月16日、チェコのプラハにて死去。

## エピソード
- 本名は「Jiri Mraz」であり、初期のレコーディングなどには「Jiri Mraz」の名でクレジットされているが、英語の発音では表現が違い、母国の発音で読む「Jiri」が音として「ジョージ」にちかいため通称名を「George」に変更している。そのため、Jiri MrazもGeorge Mrazも同一人物であり、また「Jiri」名義はニューヨークでの音楽活動初期時代の貴重な音源とも言える。
- また、酒豪（近年でも自らのエネルギー源と語る程）として知られ1970年代の頻繁に来日していた時は、バンドのリハーサルの前日に浴びるほど酒を飲み、翌日のリハーサルで二日酔いながらもサド・メル・オーケストラの難解な譜面を音程も外さず完璧に弾ききったと言う逸話がある。他にも、NYでギグ中に酒を飲みまくって、ステージに立つのもままならない状態で演奏をし（この時は誰かに背中を支えてもらっていたらしい）、自分のソロとなると、高音域で超絶技巧ソロをいとも容易くやってのけたというケニー・ワシントンの発言がある。
- 箸を使うのが上手であり、来日時の食事では箸をよく使う（和食好きでもある）。

## ディスコグラフィ

### リーダー・アルバム
- 『ドリフティング』 - Drifting (1974年、Enja) ※with ウォルター・ノリス
- 『1×1 (ワン・バイ・ワン)』 - 1×1 (1974年、Toho Records) ※with ローランド・ハナ
- 『ポーギー＆ベス』 - Porgy & Bess (1976年、Trio) ※with ローランド・ハナ
- 『アローン・トゥギャザー』 - Alone Together (1977年、Three Blind Mice) ※with 今田勝
- 『キャッチング・アップ』 - Catching Up (1992年)
- 『JAZZ』 - Jazz (1995年) ※with リッチー・バイラーク、ビリー・ハート、ラリー・ウィリス、リッチ・ペリー
- 『マイ・フーリッシュ・ハート』 - My Foolish Heart (1995年) ※with リッチー・バイラーク、ビリー・ハート
- Bottom Lines (1997年) ※with サイラス・チェスナット、アル・フォスター、リッチ・ペリー
- Duke's Place (1999年) ※with リニー・ロスネス、ビリー・ドラモンド、サイラス・チェスナット
- Morava (2002年) ※with ビリー・ハート、エミール・ヴィクリッキー、ズザナ・ルージチコヴァー
- Moravian Gems (2007年) ※チェコ人で同じくアメリカで活躍する女優・歌手・ヴァイオリニスト・演劇家のイヴァ・ビトヴァらチェコのミュージシャンとともに録音されたチェコの伝統歌を再アレンジしたアルバム
- George Mraz quartet-Jazz na Hrade (2012年) ※with デヴィッド・ヘイゼルタイン、リッチ・ペリー、ジョーイ・バロン
- Together Again (2014年) ※with エミール・ヴィクリッキー
- 『プラッキング&ボウイング』 - Plucking & Bowing (2015年) ※ジョージ・ムラーツ・トリオ名義

ニューヨーク・ジャズ・カルテット
- 『サージ』 - Surge (1977年、Enja)
- Song of the Black Knight (1977年、Sonet)
- 『ブルース・フォー・サルカ』 - Blues for Sarka (1978年、Enja)
- New York Jazz Quartet in Chicago (1981年、Bee Hive)
- 『オアシス』 - Oasis (1981年、Enja)

### 参加アルバム
ゲスト・ミュージシャンとして極めて多忙なベーシストであり、無数のレコーディングに参加しているため、下記には代表的なもののごく一部を示す。
トミー・フラナガン
- 『エクリプソ』 - Eclypso (1977年、Enja)
- 『バラッズ&ブルース』 - Ballads & Blues (1978年、Enja)
- 『コンファメーション』 - Confirmation (1982年、Enja) ※1977年-1978年録音
- 『ザ・マグニフィセント』 - The Magnificent Tommy Flanagan (1981年、Progressive)
- 『ジャイアント・ステップス (イン・メモリー・オブ・ジョン・コルトレーン)』 - Giant Steps (1982年、Enja)
- 『セロニカ』 - Thelonica (1982年、Enja)
- Nights at the Vanguard (1986年、Uptown)
- 『ジャズ・ポエット』 - Jazz Poet (1989年)
- 『ビヨンド・ザ・ブルーバード』 - Beyond the Blue Bird (1990年)

オスカー・ピーターソン
- 『アナザー・デイ』 - Another Day (1970年、MPS)
- 『イン・チューン』 - In Tune (1971年、MPS)
- 『ウォーキング・ザ・ライン』 - Walking the Line (1971年、MPS)

ローランド・ハナ
- 『タイム・フォー・ザ・ダンサーズ』 - Time for the Dancers (1977年、Progressive)
- 『ミラノ、パリ、ニューヨーク』 - Milano, Paris, New York: Finding John Lewis (2002年、Venus)

リッチー・バイラーク
- 『エルム』 - Elm (1979年、ECM)

マッコイ・タイナー
- 『マッコイ・タイナー・プレイズ・ジョン・コルトレーン〜ライヴ・アット・ザ・ヴィレッジ・ヴァンガード』 - McCoy Tyner Plays John Coltrane: Live at the Village Vanguard (1997年、Impulse!)

ドン・フリードマン
- 『レイター・サークル』 - Later Circle (1983年)
- 『ワルツ・フォー・デビー』 - Waltz For Debby (2003年)
- 『マイ・フェイヴァリット・シングス』 - My Favorite Things (2003年)
- 『サークル・ワルツ 21C』 - Circle Waltz 21C (2010年)

スタン・ゲッツ
- 『マイ・ファニー・ヴァレンタイン』 - Line for Lyons (1983年、Sonet) ※with チェット・ベイカー
- 『ヴォエジ』 - Voyage (1986年、Blackhawk)
- The Stockholm Concert (1989年、Sonet) ※1983年録音
- 『ボサ&バラード〜ロスト・セッション』 - Bossas & Ballads – The Lost Sessions (2003年、Verve) ※1989年録音